# Weenenia lineata
Weenenia lineata är en insektsart som beskrevs av Brown, H.D. 1962. Weenenia lineata ingår i släktet Weenenia och familjen gräshoppor. Inga underarter finns listade i Catalogue of Life.